# Chrysomyxa ledi
Chrysomyxa ledi (Alb. & Schwein.) de Bary – gatunek grzybów z rzędu rdzowców (Pucciniales). Grzyb mikroskopijny pasożytujący na świerkach i bagnie zwyczajnym. Wywołuje u nich chorobę o nazwie rdza świerka i bagna. W Polsce występuje często.

## Systematyka i nazewnictwo
Pozycja w klasyfikacji według Index Fungorum: Coleosporiaceae, Pucciniales, Incertae sedis, Pucciniomycetes, Pucciniomycotina, Basidiomycota, Fungi.
Po raz pierwszy zdiagnozowali go w 1805 r. Johannes Baptista von Albertini i Lewis David von Schweinitz nadając mu nazwę Uredo ledi. Obecną, uznaną przez Index Fungorum nazwę nadał mu Heinrich Anton de Bary w 1879 r.
Synonimy:

- Caeoma ledi (Alb. & Schwein.) Schltdl. 1824
- Chrysomyxa ledi (Alb. & Schwein.) de Bary 1879 var. ledi
- Erysibe ledi (Alb. & Schwein.) Wallr. 1833
- Melampsoropsis ledi (Alb. & Schwein.) Arthur 1906
- Melampsoropsis ledi (Alb. & Schwein.) J. Schröt. ex Sacc. 1888
- Uredo ledi Alb. & Schwein. 1805

## Cykl życiowy
Pasożyt dwudomowy. Według polskich danych na igłach świerka (Picea) rozwijają się spermogonia i ecja, na bagnie zwyczajnym (Ledum palustre) ecja uredinialne i telia. Wersję polską potwierdzają niektóre źródła zagraniczne. Według innych jednak źródeł zagranicznych drugim żywicielem Chrysomyxa ledi nie jest bagno zwyczajne, lecz różaneczniki (Rhododendron). Być może w źródłach tych mylony jest Chrysomyxa ledi z Chrysomyxa rhododendri lub innymi gatunkami wywołującymi rdzę świerka, jak pisze Karol Mańka przy obserwacji mikroskopowej ecja różnych gatunków wywołujących rdzę świerka łatwo pomylić, a może po prostu rodzaj Chrysomyxa wymaga rewizji taksonomicznej.
Mimo że pełny cykl życiowy Chrysomyxa ledi odbywa się na dwóch gatunkach żywicieli, patogen ten może przetrwać bez świerka, jego grzybnia bowiem może zimować i trwać na pędach bagna. Na świerku natomiast nie może trwać więcej, niż jeden sezon wegetacyjny.

## Występowanie
Na półkuli północnej jest szeroko rozprzestrzeniony. Na półkuli południowej podano jego stanowiska w Australii i na Nowej Zelandii.
Zanotowano jego występowanie na następujących gatunkach świerków: Picea abies, Picea engelmannii, Picea glacua, Picea mariana, Picea obovata, Picea rubens, Picea sitchensis.